# Wait for Me (Long John Baldry)
Wait for Me è il quarto album di Long John Baldry, pubblicato nel 1968 dalla Pye Records.
L'album è stato rispampato nel 1998 come doppio CD insieme col precedente Let the Heartaches Begin del 1968 dalla Castle Music, con dieci bonus track.

## Tracce
1. It's Too Late Now  (Coots, Furin, Gayle, Macaulay, MacLeod) - 3:58
2. Wait for Me (Hatch, Trent, Vangelis) - 3:40
3. Don't Pity Me (Jacobson, Stollman) - 3:52
4. Sunshine of Your Love (Brown, Bruce, Clapton) - 3:02
5. Spanish Harlem (Leiber, Spector) - 3:41
6. Henry Hannah's 42nd Street Parking Lot (Hatch, Trent) - 4:09
7. Man Without a Dream (Goffin, King) - 3:07
8. Cry Like a Baby (Oldham, Penn) - 2:32
9. River Deep, Mountain High (Barry, Greenwich, Spector) - 3:35
10. How Sweet it Is (To Be Loved by You) (Dozier, Holland) - 2:30
11. MacArthur Park (Webb) - 4:04
12. When Brigadier McKenzie Comes to Town (Macaulay) - 3:01

Tracce ristampa 1998
1. It's Too Late Now  (Coots, Furin, Gayle, Macaulay, MacLeod) - 3:58
2. Wait for Me (Hatch, Trent, Vangelis) - 3:40
3. Don't Pity Me (Jacobson, Stollman) - 3:52
4. Sunshine of Your Love (Brown, Bruce, Clapton) - 3:02
5. Spanish Harlem (Leiber, Spector) - 3:41
6. Henry Hannah's 42nd Street Parking Lot (Hatch, Trent) - 4:09
7. Man Without a Dream (Goffin, King) - 3:07
8. Cry Like a Baby (Oldham, Penn) - 2:32
9. River Deep, Mountain High (Barry, Greenwich, Spector) - 3:35
10. How Sweet it Is (To Be Loved by You) (Dozier, Holland) - 2:30
11. MacArthur Park (Webb) - 4:04
12. When Brigadier McKenzie Comes to Town (Macaulay) - 3:01
13. Lights of Cincinnati (Macaulay, Stephens) - 3:08
14. Spinning Wheel (Clayton-Thomas) - 3:18
15. Well I Did (Reed, Stephens) - 4:00
16. Setting Fire to the Tail of a Fox (Badlry, Horowitz) - 2:55
17. When the War Is Over (Billsberry, Humphries) - 3:51
18. Where Are My Eyes? (Baldry, Horowitz) - 2:51
19. Mexico (Spanish version) (Bryant, Macaulay, MacLeod) - 2:58
20. Bad Times (Long John Baldry) - 2:39
21. Ciao Baby (English, Weiss) - 2:49
22. Lord You Made the Night Too Long (L.J.Baldry) - 3:33